# Oclusiva epiglotal
La Oclusiva epiglotal és un so consonàntic usat en alguns idiomes orals. El símbol en l'Alfabet Fonètic Internacional que representa aquest so és ʡ.

## Característiques
Característiques de l'oclusiva epiglotal:

En aquest gràfic, l'epiglotis està marcada amb el número 12.

- En ser oclusiva es produeix per una detenció del flux d'aire i el seu posterior alliberament.
- És epiglotal, s'articula amb els plecs ariepiglòtics en contra de l'epiglotis.
- És sorda, es produeix sense que vibrin les cordes vocals.
- Pel fet que es genera en la gola, la classificació de consonant lateral o central no s'aplica en aquest cas.
- És una consonant oral, la qual cosa significa que l'aire solament surt per la boca.
- És una consonant egresiva és a dir, s'articula exhalant aire des dels pulmons.

## Ocurrències
Encara que aquest so no es presenta dins de la fonologia del català apareix en alguns dialectes de l'àrab, de l'hebreu, així com en diverses llengües caucàsiques com el txetxè. Exemples d'alguns idiomes poden veure's en la següent taula:
| Idioma                 | Idioma  | Paraula  | AFI      | Significat | Notes                                                                                         |
| ---------------------- | ------- | -------- | -------- | ---------- | --------------------------------------------------------------------------------------------- |
| Aghul                  | Aghul   | [jaʡ]    | [jaʡ]    | 'centre'   |                                                                                               |
| Amis                   | Amis    | [rumɑʢʡ] | [rumɑʢʡ] | 'casa'     | Posseeix dues variants segons si el so és final (com en l'exemple): ʢʡ o inicial/intermedi: ʡ |
| Dahalo                 | Dahalo  | [ndoːʡo] | [ndoːʡo] | 'sòl'      |                                                                                               |
| Triqui de Chicahuaxtla |         |          |          |            |                                                                                               |
| Haida                  | Haida   | g̱antl    | [ʡʌntɬ]  | 'aigua'    |                                                                                               |
| Jah Hut                | Jah Hut | [ɲhɔːʡ]  | [ɲhɔːʡ]  | 'arbre'    |                                                                                               |